# Svarttjärnshöjden
Svarttjärnshöjden är ett naturreservat i Säffle kommun i Värmlands län.
Området är naturskyddat sedan 2013 och är 8 hektar stort. Reservatet omfattar en sydvästsluttning av Svarttjärnshöjden ner mot Svarttjärnen. Reservatet består av högvuxen granskog. 